# Веллер, Михаил Абрамович
Михаи́л Абра́мович Ве́ллер (1875 год, Москва, СССР — 1966 год) — советский и российский учёный.

## Биография
Михаил Абрамович Веллер родился 21 октября 1875 года в Москве. Трудовой путь начал в 1903 году преподавателем математики в среднем учебном заведении.
В 1912 году окончил МВТУ (инженер-механик). До 1914 года работал монтёром-регулировщиком авиационных двигателей. Помогал обеспечивать полеты лётчика Г. И. Россинского С 1914 года находился на фронте. С 1918 по 1921 годы работал заместителем начальника авиационной лаборатории. С 1921 года работал в Управлении по делам гидроторфа под руководством Роберта Эдуардовича Классона.
С 1930 года начал работу в Московском торфяном институте — доцентом и деканом факультета.
До 1936 года работал над проектированием новых торфяных предприятий — Дальнинское (база ГРЭС им. Классона), Синявинское (база 5-й Ленинградской ГРЭС), Назия (Ленинградская ГРЭС), Марково-Сборное (топливная база ИвГРЭС) и др.
В 1944 году возглавил кафедру технологии гидроторфа. Работал главным редактором литературы по торфу в Госэнергоиздате.
В 1948 году был издан учебник «Технология гидроторфа».
Более 20 лет бессменно был деканом механико-технологического факультета. Под руководством М. А. Веллера были защищены более 20 кандидатских диссертаций.

## Основные труды
- Веллер М. А. «Фрагменты из прошлого и настоящего торфяной промышленности» // Торф. пром-сть. 1942. — № 6, С. 13-17.
- Веллер М. А. «Основные недостатки в работе торфяного института» // За торф. индустрию. 1936. — № 10. — С. 7-9.
- Веллер М. А. «Общие мероприятия по рационализации существующих торфяных хозяйств, разрабатываемых способом гидроторфа» // «Торфяное дело». 1928. — № 10. — С. 311—318.
- Веллер М. А. «Гидроторф. Технологический процесс торфодобычи и его организация». Изд. 3-е. М.-Л.: ОНТИ, гл. ред. горно-топл. лит., 1936. — 379 с.
- Веллер М. А. «Технология гидроторфа». Доп. МВО СССР в кач. учебника для торф. вузов. М.-Л.: Госэнергоиздат, 1948. — 480 с.